# Warsaw (Virginie)
Pour les articles homonymes, voir Warsaw.
La ville américaine de Warsaw est le siège du comté de Richmond, dans l’État de Virginie. Lors du recensement de 2000, sa population s’élevait à 1 375 habitants.

## Source
- (en) Cet article est partiellement ou en totalité issu de l’article de Wikipédia en anglais intitulé « Warsaw, Virginia » (voir la liste des auteurs).